# 年輕者漢斯
年輕者漢斯（丹麥語：Hans den Yngre，1545年3月25日－1622年10月9日），什勒斯維希-霍爾斯坦-森訥堡公爵，丹麥國王克里斯蒂安三世的幼子。
漢斯是歐登堡王朝什勒斯維希-霍爾斯坦-森訥堡分支的建立者，丹麥第一位格呂克斯堡王朝國王克里斯蒂安九世是他的八世孫。

## 家庭
1568年，漢斯與不倫瑞克-格魯本哈根的伊莉莎白結婚，兩人共有8子6女：
1. 多蘿西亞（1569年－1593年）
2. 克里斯蒂安（英语：Christian, Duke of Schleswig-Holstein-Sonderburg-Ærø）（1570年－1633年）
3. 恩斯特（1572年－1596年）
4. 亞歷山大（1573年－1627年）
5. 奧古斯特（1574年－1596年）
6. 瑪麗（1575年－1640年）
7. 漢斯·阿道夫（1576年－1624年）
8. 安娜（1577年－1616年）
9. 索菲（1579年－1658年）
10. 伊莉莎白（1580年－1653年）
11. 弗雷德里克（1581年－1658年）
12. 瑪格麗特（1583年－1638年）
13. 菲利普（1584年－1663年）
14. 阿爾布雷希特（1585年－1613年）

伊莉莎白於1586年去世。兩年後，漢斯與安哈特的阿格尼絲·海德薇希結婚，兩人共有2子3女：
1. 艾蕾諾拉（1590年－1669年）
2. 安娜·薩比娜（1593年－1659年）
3. 漢斯·格奧爾格（1594年－1613年），早逝
4. 約阿希姆·恩斯特（英语：Joachim Ernest, Duke of Schleswig-Holstein-Sonderburg-Plön）（1595年－1671年）
5. 艾蕾諾拉·索菲（1603年－1675年）